# جامخانه
جامخانه ( Jamkhaneh)، روستایی است از توابع بخش مرکزی شهرستان میاندورود در استان مازندران ایران.

## جمعیت
این روستا در دهستان کوهدشت شرقی قرار داشته و براساس آخرین سرشماری مرکز آمار ایران که در سال ۱۳۹۵ صورت گرفته، جمعیت آن 5173 نفر(1173خانوار) بوده‌است. مردم جامخانه از قومیت طبری هستند که ریشه آن به قوم تپوری می‌رسد. مردم جامخانه به زبان طبری (مازندرانی) و گویش ساروی سخن میگویند.